# Claudia Hempel
Claudia Hempel, född 25 september 1958 i Merseburg, är en före detta östtysk simmare.
Hempel blev olympisk silvermedaljör på 4 x 100 meter frisim vid sommarspelen 1976 i Montréal.